# ヒトラーと6人の側近たち
ヒトラーと6人の側近たちは1996年にドイツのZDF（第2ドイツテレビ）が制作したドキュメンタリー番組。続編として1998年にヒトラーの側近たちⅡが制作されており、本項ではその両方について述べる。

## 概要
アドルフ・ヒトラーが首相を務めたナチス・ドイツの時代にヒトラーの側近として腕を振るった9人（制作当時は全員故人）について取材したドキュメンタリー番組である。ヒトラーと6人の側近たちで6人、ヒトラーの側近たちⅡで3人が取り上げられている。取り上げられた9人の性格、人柄や経歴などを紹介もしてある。
制作当時はヒトラーやその側近だった人物と交流し、その記憶がある人物がまだ存命だった時代でありその人物のインタビューのシーンがある。及びヒトラー存命当時の映像も交えて制作されている。
この合計９回の放送回全てが日本語に翻訳されている。

## ヒトラーと6人の側近たち
放送順
- ヨーゼフ・ゲッベルス
- ヘルマン・ゲーリング
- ルドルフ・ヘス
- ハインリヒ・ヒムラー
- カール・デーニッツ
- アルベルト・シュペーア

## ヒトラーの側近たちⅡ
放送順
- アドルフ・アイヒマン
- ヨーゼフ・メンゲレ
- マルティン・ボルマン

## インタビューに登場した人物
- トラウデル・ユンゲ
- リダ・バーロヴァ
- ローフス・ミシュ
- Ｒ・シュピッツィ
- ヴィルヘルム・モーンケ
- マルティン・アドルフ・ボルマン
- オットー・ギュンシェ

その他知名度が極めて低い人々も多くインタビューで登場している。